# Wētā FX
Wētā FX (dříve Weta Digital) je novozélandská společnost zabývající se vizuálními efekty, která sídlí ve Wellingtonu na Novém Zélandu. Založili ji v roce 1993 filmoví tvůrci Peter Jackson, Richard Taylor a Jamie Selkirk. Prvním filmem, na jehož digitálních efektech se studio podílelo, jsou Nebeská stvoření. Společnost se dále podílela na tvorbě některých z nejvýdělečnějších filmů všech dob, například na trilogii Pán prstenů a filmu Avatar. Je považována za jednu z nejvlivnějších filmových společností 21. století a získala řadu cen, včetně cen Akademie a BAFTA.
Firma dostala název podle novozélandského rovnokřídlého hmyzu weta.

## Historie
Společnost Wētā FX, v té době pod názvem Weta Digital, založili v roce 1993 Peter Jackson, Richard Taylor a Jamie Selkirk, aby vytvořili speciálny efekty pro film Nebeská stvoření.
K roku 2017 získala společnost šest Oscarů za nejlepší vizuální efekty, a to za filmy Pán prstenů: Společenstvo Prstenu (2001), Pán prstenů: Dvě věže (2002), Pán prstenů: Návrat krále (2003), King Kong (2005), Avatar (2009) a Kniha džunglí (2016).
Weta Digital vyvinulo pro dosažení těch nejlepších vizuálních efektů několik vlastních programů. Počet a rozsah bitev ve filmové trilogii Pána prstenů vedl k vytvoření programu zvaného MASSIVE. MASSIVE dokáže vygenerovat obrovský počet autonomních entit, jež se chovají podle předem nastavených příkazů a pravidel.
Při produkci filmu King Kong bylo zapotřebí vytvořit New Yorku z roku 1933. K tomu Weta vyvinula program CityBot, jenž dokázal „stavět“ město záběr po záběru. Kongova srst také vyžadovala vývoj nového simulačního a modelovacího softwaru. Sada nástrojů umožnila za pomoci procedurální a interaktivní techniky pohyb 5 milionům vláknům srsti a vykreslovala jejich interakci s různými druhy povrchů. Byly vytvořeny také nové shadery, jež se podílely na rozptylu světla o srst a dodaly jí tak objemovou kvalitu. Velké kusy srsti byly vytrhány a doplněny jizvami, krví a bahnem. Každý snímek srsti zabral přibližně 2 gigabajty dat.
Pro snímek Avatar režiséra Jamese Camerona přizpůsobila Weta svůj program MASSIVE, aby vdechla život flóře a fauně na Pandoře. Většinu vizuálních efektů filmu vytvořil tým odborníků, jehož členem byl i čtyřnásobný držitel Oscara Joe Letteri a který vedla výkonná ředitelka a producentka Eileen Moranové. V roce 2010 koupila společnost The Foundry Visionmongers aplikaci pro malování textur s názvem Mari, kterou Weta vyvinula pro Avatara.
Pro filmy Tintinova dobrodružství a Zrození Planety opic z roku 2011 vyvinula společnost nový systém péče o vlasy s názvem Barbershop, v němž mohou uživatelé interaktivně manipulovat s digitálními vlasy. Tento nástroj získal v roce 2015 ocenění Sci-tech. Wētā vyvinulo také svou verzi techniky motion capture, aby nemuseli zůstat ve studiu a mohli natáčet na místě; s její pomocí byly natočeny filmy Zrození Planety opic a jeho pokračování Úsvit planety opic (2014).
Dne 19. června 2020 společnost Weta Digital oznámila, že bude pod názvem Weta Animated produkovat animované filmy a seriály a že uzavřela několikaletou produkční smlouvu s firmou Sony Pictures Animation. Společnost také oznámila, že se novým výkonným ředitelem stane Prem Akkaraju. V prosinci 2020 téhož roku představil Prem Akkaraju další členy představenstva, mezi něž patří Tom Staggs, Jeff Huber a Ken Kamins. Ti se přidají ke stávajícím členům představenstva, jmenovitě Peteru Jacksonovi, Fran Walshové, Seanu Parkerovu, Premu Akkarajuovi a Joe Letterovi.
Dne 17. června 2021 Weta oznámila, že uzavřela partnerství se společností Autodesk, jehož cílem je vytvářet vlastní nástroje založené na programu Maya pro cloudovou službu s názvem WetaM. Služba bude zveřejněna nejdříve ve čtvrtém čtvrtletí v neveřejné beta verzi. Dne 23. srpna téhož roku bylo odhaleno, že Weta bude spolupracovat se společností SideFX na cloudové službě zvané WetaH, která bude kombinovat nástroje Wety s programem Houdini od SideFX.
Dne 9. listopadu 2021 Jackson prodal divizi společnosti vyvíjející VFX nástroje softwarové firmě Unity Technologies za 1,62 miliardy dolarů. V důsledku prodeje došlo k přejmenování studia na Wētā FX.

## Tvorba

### Filmy

#### 1994 –⁠ nultá léta
| Rok vydání | Název                              | Režisér          | Distributor                                                                                        | Rozpočet (USD)  | Zisk (USD)     |
| ---------- | ---------------------------------- | ---------------- | -------------------------------------------------------------------------------------------------- | --------------- | -------------- |
| 1994       | Nebeská stvoření                   | Peter Jackson    | Miramax (USA)                                                                                      | 5 milionů       | 5 438 120      |
| 1996       | Přízraky                           | Peter Jackson    | Universal Pictures                                                                                 | 26 milionů      | 29,3 milionu   |
| 2001       | Pán prstenů: Společenstvo Prstenu  | Peter Jackson    | New Line Cinema                                                                                    | 93 milionů      | 871,5 milionu  |
| 2002       | Pán prstenů: Dvě věže              | Peter Jackson    | New Line Cinema                                                                                    | 94 milionů      | 926 milionů    |
| 2003       | Pán prstenů: Návrat krále          | Peter Jackson    | New Line Cinema                                                                                    | 94 milionů      | 1,120 miliardy |
| 2004       | Já, robot                          | Alex Proyas      | 20th Century Fox                                                                                   | 120 milionů     | 347,2 milionu  |
| 2005       | King Kong                          | Peter Jackson    | Universal Pictures                                                                                 | 207–273 milionů | 550,5 milionu  |
| 2006       | X-Men: Poslední vzdor              | Brett Ratner     | 20th Century Fox                                                                                   | 210 milionů     | 459,4 milionu  |
| 2006       | Eragon                             | Stefen Fangmeier | 20th Century Fox                                                                                   | 100 milionů     | 249,5 milionu  |
| 2007       | Most do země Terabithia            | Gábor Csupó      | Buena Vista Pictures Distribution (Severní Amerika a Austrálie) Summit Entertainment (mezinárodně) | 20–25 milionů   | 138 milionů    |
| 2007       | Fantastická čtyřka a Silver Surfer | Tim Story        | 20th Century Fox                                                                                   | 130 milionů     | 290 milionů    |
| 2007       | Já a moje příšera                  | Jay Russell      | Columbia Pictures                                                                                  | 40 milionů      | 103,1 milionu  |
| 2008       | Jumper                             | Doug Liman       | 20th Century Fox                                                                                   | 85 milionů      | 222,2 milionu  |
| 2008       | Den, kdy se zastavila Země         | Scott Derrickson | 20th Century Fox                                                                                   | 80 milionů      | 233,1 milionu  |
| 2009       | District 9                         | Neill Blomkamp   | TriStar Pictures                                                                                   | 30 milionů      | 210,8 milionu  |
| 2009       | Pevné pouto                        | Peter Jackson    | Paramount Pictures                                                                                 | 65 milionů      | 93,6 milionu   |
| 2009       | Avatar                             | James Cameron    | 20th Century Fox                                                                                   | 237–246 milionů | 2,788 miliardy |

#### 10. léta
| Rok vydání | Název                                  | Režisér                 | Distributor | Rozpočet (USD)  | Zisk (USD)     |
| ---------- | -------------------------------------- | ----------------------- | --- | --------------- | -------------- |
| 2010       | A-Team                                 | Joe Carnahan            | 110 milionů | 177,2 milionu   |                |
| 2010       | Gulliverovy cesty                      | Rob Letterman           | 112 milionů | 237,4 milionu   |                |
| 2011       | X-Men: První třída                     | Matthew Vaughn          | 140–160 milionů | 353,6 milionu   |                |
| 2011       | Zatím spolu, zatím živi                | James Mangold           | 117 milionů | 261,9 milionu   |                |
| 2011       | Zrození Planety opic                   | Rupert Wyatt            | 93 milionů | 481,8 milionu   |                |
| 2011       | Tintinova dobrodružství                | Steven Spielberg        | Paramount Pictures (Severní Amerika) Sony Pictures Releasing International (mezinárodně)                                     | 135 milionů     | 374 milionů    |
| 2012       | Avengers                               | Joss Whedon             | Walt Disney Studios Motion Pictures                                                                                          | 220 milionů     | 1,519 miliardy |
| 2012       | Prometheus                             | Ridley Scott            | 20th Century Fox | 120–130 milionů | 403,4 milionu  |
| 2012       | Abraham Lincoln: Lovec upírů           | Timur Bekmambetov       | 20th Century Fox | 99,5 milionu    | 116,4 milionu  |
| 2012       | Hobit: Neočekávaná cesta               | Peter Jackson           | Warner Bros. Pictures | 200–315 milionů | 1,021 miliardy |
| 2013       | Muž z oceli                            | Zack Snyder             | Warner Bros. Pictures | 225 milionů     | 668 milionů    |
| 2013       | Iron Man 3                             | Shane Black             | Walt Disney Studios Motion Pictures                                                                                          | 200 milionů     | 1,215 miliardy |
| 2013       | Wolverine                              | James Mangold           | 20th Century Fox | 100–120 milionů | 414,8 milionu  |
| 2013       | Hunger Games: Vražedná pomsta          | Francis Lawrence        | Lionsgate Films | 130–140 milionů | 865 milionů    |
| 2013       | Hobit: Šmakova dračí poušť             | Peter Jackson           | Warner Bros. Pictures | 217 milionů     | 958,4 milionu  |
| 2014       | Úsvit planety opic                     | Matt Reeves             | 20th Century Fox | 170–235 milionů | 710,6 milionu  |
| 2014       | Hobit: Bitva pěti armád                | Peter Jackson           | Warner Bros. Pictures | 250 milionů     | 956 milionů    |
| 2015       | Rychle a zběsile 7                     | James Wan               | Universal Pictures | 190 milionů     | 1,516 miliardy |
| 2015       | Fantastická čtyřka                     | Josh Trank              | 20th Century Fox | 120–155 milionů | 168 milionů    |
| 2015       | Labyrint: Zkoušky ohněm                | Wes Ball                | 20th Century Fox | 61 milionů      | 312,3 milionu  |
| 2015       | Hunger Games: Síla vzdoru 2. část      | Francis Lawrence        | Lionsgate Films | 160 milionů     | 653,4 milionu  |
| 2015       | Alvin a Chipmunkové: Čiperná jízda     | Walt Becker             | 20th Century Fox | 90 milionů      | 234,8 milionu  |
| 2016       | Deadpool                               | Tim Miller              | 20th Century Fox | 58 milionů      | 783,1 milionu  |
| 2016       | Batman v Superman: Úsvit spravedlnosti | Zack Snyder             | Warner Bros. Pictures | 250–300 milionů | 873,6 milionu  |
| 2016       | Hon na pačlověky                       | Taika Waititi           | Piki Films (Nový Zéland) Madman Entertainment (Nový Zéland a Austrálie) The Orchard (USA) Vertigo Films (Spojené království) | 2,5 milionu     | 23,2 milionu   |
| 2016       | Kniha džunglí                          | Jon Favreau             | Walt Disney Studios Motion Pictures                                                                                          | 177 milionů     | 966,6 milionu  |
| 2016       | Centrální inteligence                  | Rawson Marshall Thurber | Warner Bros. Pictures (Severní Amerika) Universal Pictures (mezinárodně)                                                     | 50 milionů      | 217 milionů    |
| 2016       | Den nezávislosti: Nový útok            | Roland Emmerich         | 20th Century Fox | 165 milionů     | 389,7 milionu  |
| 2016       | Obr Dobr                               | Steven Spielberg        | Walt Disney Studios Motion Pictures                                                                                          | 140 milionů     | 183,3 milionu  |
| 2016       | Můj kamarád drak                       | David Lowery            | Walt Disney Studios Motion Pictures                                                                                          | 65 milionů      | 143,7 milionu  |
| 2017       | Spectral                               | Nic Mathieu             | Netflix | 70 milionů      | —              |
| 2017       | Strážci Galaxie Vol. 2                 | James Gunn              | Walt Disney Studios Motion Pictures                                                                                          | 200 milionů     | 863,8 milionu  |
| 2017       | Válka o planetu opic                   | Matt Reeves             | 20th Century Fox | 150 milionů     | 490,7 milionu  |
| 2017       | Valerian a město tisíce planet         | Luc Besson              | EuropaCorp Distribution (Francie) STXfilms (USA)                                                                             | ~209 milionů    | 225,9 milionu  |
| 2017       | Liga spravedlnosti                     | Zack Snyder             | Warner Bros. Pictures | 300 milionů     | 657,9 milionu  |
| 2018       | Labyrint: Vražedná léčba               | Wes Ball                | 20th Century Fox | 62 milionů      | 288,3 milionu  |
| 2018       | Rampage Ničitelé                       | Brad Peyton             | Warner Bros. Pictures | 120 milionů     | 428 milionu    |
| 2018       | Avengers: Infinity War                 | bratři Russoové         | Walt Disney Studios Motion Pictures                                                                                          | 316–400 milionů | 2,048 miliardy |
| 2018       | Deadpool 2                             | David Leitch            | 20th Century Fox | 110 milionů     | 785 milionů    |
| 2018       | Animal World                           | Han Yan                 | Enlight Pictures | —               | —              |
| 2018       | Smrtelné stroje                        | Christian Rivers        | Universal Pictures | 100–150 milionů | 83,7 milionu   |
| 2018       | Alita: Bojový Anděl                    | Robert Rodriguez        | 20th Century Fox | 170 milionů     | 404,9 milionu  |
| 2019       | Avengers: Endgame                      | bratři Russoové         | Walt Disney Studios Motion Pictures                                                                                          | 356 milionů     | 2,798 miliardy |
| 2019       | Annabelle 3                            | Gary Dauberman          | Warner Bros. Pictures | 27–32 milionů   | 231,3 milionu  |
| 2019       | Ad Astra                               | James Gray              | Walt Disney Studios Motion Pictures                                                                                          | 80–100 milionů  | 135,4 milionu  |
| 2019       | Gemini Man                             | Ang Lee                 | Paramount Pictures | 138 milionů     | 173,5 milionu  |
| 2019       | Terminátor: Temný osud                 | Tim Miller              | Paramount Pictures (Severní Amerika) Tencent Pictures (Čína) 20th Century Fox (mezinárodně)                                  | 185–196 milionů | 261,1 milionu  |
| 2019       | Lady and the Tramp                     | Charlie Bean            | Walt Disney Studios Motion Pictures                                                                                          | 60 milionů      | —              |
| 2019       | Jumanji: Další level                   | Jake Kasdan             | Sony Pictures Releasing | 125–132 milionů | 800,1 milionu  |

#### 20. léta
| Rok vydání | Název                                   | Režisér               | Distributor                                 | Rozpočet (USD)  | Zisk (USD)                     |
| ---------- | --------------------------------------- | --------------------- | ------------------------------------------- | --------------- | ------------------------------ |
| 2020       | Birds of Prey                           | Cathy Yan             | Warner Bros. Pictures                       | 82–100 milionů  | 201,9 milionu                  |
| 2020       | Mulan                                   | Niki Caro             | Walt Disney Studios Motion Pictures         | 200 milionů     | 70 milionů                     |
| 2020       | Shadow in the Cloud                     | Roseanne Liang        | Vertical Entertainment Redbox Entertainment | —               | 908 792                        |
| 2020       | Vánoční kronika: druhá část             | Chris Columbus        | Netflix                                     | —               | —                              |
| 2020       | Můžeme být hrdinové                     | Robert Rodriguez      | Netflix                                     | —               | —                              |
| 2021       | Liga spravedlnosti Zacka Snydera        | Zack Snyder           | Warner Bros. Pictures                       | 70 milionů      | —                              |
| 2021       | Godzilla vs. Kong                       | Adam Wingard          | Warner Bros. Pictures                       | 155–200 milionů | 470 milionů                    |
| 2021       | Black Widow                             | Cate Shortland        | Walt Disney Studios Motion Pictures         | 200 milionů     | 379,6 milionu                  |
| 2021       | Válka zítřka                            | Chris McKay           | Amazon Studios                              | 200 milionů     | 19,2 milionu                   |
| 2021       | Expedice: Džungle                       | Jaume Collet-Serra    | Walt Disney Studios Motion Pictures         | 200 milionů     | 220,9 milionu                  |
| 2021       | Zelený rytíř                            | David Lowery          | A24                                         | 15 milionů      | 18,9 milionu                   |
| 2021       | Sebevražedný oddíl                      | James Gunn            | Warner Bros. Pictures                       | 185 milionů     | 167,4 milionu                  |
| 2021       | Shang-Chi a legenda o deseti prstenech  | Destin Daniel Cretton | Walt Disney Studios Motion Pictures         | 150–200 milionů | 432,2 milionu                  |
| 2021       | Eternals                                | Chloé Zhaová          | Walt Disney Studios Motion Pictures         | 200 milionů     | 402,1 milionu                  |
| 2021       | Kingsman: První mise                    | Matthew Vaughn        | 20th Century Studios                        | 95–100 milionů  | 125,9 milionu                  |
| 2022       | Kimi                                    | Steven Soderbergh     | HBO Max                                     | —               | —                              |
| 2022       | No Exit                                 | Damien Power          | Hulu                                        | —               | —                              |
| 2022       | Batman                                  | Matt Reeves           | Warner Bros. Pictures                       | 185–200 milionů | 770,8 milionu                  |
| 2022       | Doctor Strange v mnohovesmíru šílenství | Sam Raimi             | Walt Disney Studios Motion Pictures         | 200 milionů     | 953,3 milionu (hraje v kinech) |
| 2022       | Thor: Láska jako hrom                   | Taika Waititi         | Walt Disney Studios Motion Pictures         | 250 milionů     | 302 milionů (hraje v kinech)   |

### Televize
| Rok vydání | Název                        | Stanice     | Poznámky          |
| ---------- | ---------------------------- | ----------- | ----------------- |
| 2016–2019  | Hra o trůny                  | HBO         | sedmá a osmá řada |
| 2019–dosud | The Umbrella Academy         | Netflix     |                   |
| 2020–2022  | Jednotky vesmírného nasazení | Netflix     |                   |
| 2020–dosud | Trosečnice                   | Prime Video |                   |
| 2021       | Falcon a Winter Soldier      | Disney+     |                   |
| 2021       | Pan Corman                   | Apple TV+   |                   |
| 2021–dosud | Invaze                       | Apple TV+   |                   |
| 2021       | Hawkeye                      | Disney+     |                   |
| 2022–dosud | Peacemaker                   | HBO Max     |                   |
| 2022       | Moon Knight                  | Disney+     |                   |
| 2022       | Obi-Wan Kenobi               | Disney+     |                   |